# 天主教瓦訥教區
天主教瓦訥教區（拉丁語：Dioecesis Venetensis）是法國一個羅馬天主教教區，屬於雷恩總教區。教區第一位主教見於465年的文獻。
教區位於莫爾比昂省，2010年有教友700,000人（佔轄區總人口90.0%）、299個堂區、411名司鐸。現任教區主教為雷蒙·森特諾。